# Izabelin C
Izabelin C is een dorp in het Poolse woiwodschap Mazovië, in het district Warszawski zachodni. De plaats maakt deel uit van de gemeente Izabelin en telt 1500 inwoners.